# 로마의 휴일
《로마의 휴일》(-休日, Roman Holiday)은 윌리엄 와일러 감독, 오드리 헵번, 그레고리 펙 주연의 로맨틱 코미디 영화이다. 1953년에 흑백 영화로 제작되었다.

## 줄거리
왕위 계승자인 앤 공주는 자신의 조국을 대표해 유럽의 수도들을 도는 빡빡한 일정의 순방 중이다. 로마에서 특히 힘든 하루를 보낸 뒤, 주치의는 그에게 주사를 놓으며 "잠시 하고 싶은 대로 하는 게 최선"이라고 조언한다. 그는 몰래 대사관을 빠져나와 도시를 둘러보던 중 약효가 나타나 낮은 벽 위에서 잠이 든다. 미국인 기자 조 브래들리가 그를 발견하지만, 알아보지 못한 채 취한 것으로 여기고 숙취를 풀도록 자신의 아파트로 데려간다.
조는 늦잠을 자는 바람에 공주의 예정된 기자회견을 놓치지만, 편집장 헤네시에게는 참석했다고 주장한다. 헤네시는 공주의 "갑작스러운 발병"으로 기자회견이 취소되었다는 뉴스를 보여준다. 조는 신문 사진을 보고 자신의 아파트에 있는 여인이 공주라는 사실을 깨닫고, 헤네시에게 단독 인터뷰가 얼마나 될지 묻는다. 헤네시는 5,000달러를 제시하며, 조가 인터뷰를 얻지 못할 것이라는 내기금으로 500달러를 걸어온다.
조는 사진작가 친구인 어빙 라도비치를 불러 "아냐"에게 로마를 안내하겠다고 제안하면서, 자신이 기자라는 사실과 그의 정체를 알고 있다는 점은 밝히지 않는다. 앤은 중요한 약속이 있다며 자리를 떠난다. 조는 그를 뒤따라가며 야외 시장을 구경하고, 신발을 사고, 긴 머리를 짧게 자르는 모습을 지켜본다. 조는 스페인 계단에서 우연을 가장해 그를 만나 하루를 함께 보내자고 설득하고, 거리의 카페로 데려가 어빙을 만나게 한다. 어빙은 라이터로 위장한 카메라로 사진을 찍는다. 앤은 학교를 빼먹고 나왔다고 주장한다. 앤이 서툴게 베스파를 몰아 로마의 거리를 질주하다 조와 함께 체포되지만, 조와 어빙이 "가짜" 기자증을 보여주어 풀려난다. 그들은 콜로세움을 관광한다. 이어서 조는 앤을 진실의 입으로 데려가 그와 관련된 전설을 들려준다. 거짓말쟁이가 손을 집어넣으면 잘린다는 것이다. 앤이 망설이다가 시도한 뒤, 조의 차례가 되자 그는 손이 잘린 척하며 앤을 놀라게 한다.
그들이 미용사의 초대로 배 위에서 열린 무도회에 참석했을 때, 앤의 정부 요원들이 강제로 그를 데려가려 한다. 앤은 조, 어빙, 미용사와 함께 맞서 싸우며 기타를 추격자의 머리에 내리친다. 조가 강물에 빠지자 앤도 뒤따라 뛰어든다. 그들은 헤엄쳐 도망친 뒤 강둑에 앉아 떨며 키스를 나눈다. 조의 아파트에서 젖은 옷을 말리던 중, 라디오에서는 앤의 조국 국민들이 그의 병세를 걱정하고 있다는 소식이 전해진다. 앤은 조에게 대사관 근처 모퉁이까지 데려다 달라고 부탁하고, 그곳에서 다시 키스한다. 그는 눈물로 작별을 고한다.
귀환 후, 공주는 의무를 상기시키려는 이들에게 "가족과 조국에 대한 의무를 완전히 인식하지 않았다면, 오늘 밤 돌아오지 않았을 것입니다... 아니, 다시는 돌아오지 않았을 것입니다"라고 답한다.
조는 믿지 않는 헤네시에게 기사를 얻지 못했다고 말하지만, 어빙에게는 사진을 팔지 말라고 막을 수 없다고 말한다. 조와 어빙은 연기된 기자회견에 참석하고, 앤은 놀란다. 그는 국가 간의 관계가 사람과 사람 사이의 관계처럼 신뢰에 기반한다고 단언하고, 조는 그의 신념이 잘못되지 않았다고 확신시킨다. 어느 도시가 가장 좋았느냐는 질문에 그는 대답하기 어렵다고 말을 꺼내다가 "로마입니다. 단연코 로마입니다"라고 선언한다. 다른 사진작가들이 큰 보도용 카메라로 사진을 찍는 동안, 어빙은 일부러 라이터를 사용하는 시늉을 한다. 앤은 각 기자와 짧게 대화를 나누고, 어빙은 로마의 추억으로 자신이 찍은 사진들을 그에게 건넨다. 조는 다른 모든 사람이 떠난 뒤에도 남아있다가 방을 나선다.

## 평가
윌리엄 와일러 감독의 대표작 중 가장 많은 젊은 관객에게 호평을 받은 작품이다. 유머와 비애를 교착시켜가면서 내뱉는 말솜씨와, 서로의 희미한 애정을 감추면서 작별하는 마지막 기자회견의 장면 연출이 뛰어나다. 오드리 헵번은 이 작품에 출연해 최고의 인기 여배우가 되었다.

## 배역
- 그레고리 펙 - 조 브래들리
- 오드리 헵번 - 앤 공주
- 에디 알버트 - 어빙 래도비치
- 하틀리 파워 - 미스터 헨니시
- 하코트 윌리암스
- 마가렛 로우링스

## 스태프
- 각본: 이안 맥리랜 헌터, 존 다이톤, 돌턴 트럼보
- 촬영: 프랭크 F. 플래너 또는 프란즈 F. 플라너, 앙리 아르캉
- 편집: 로버트 스윙크
- 음악: 조르주 오리크. 빅터 영
- 제작, 감독: 윌리엄 와일러

### EBS판 스태프 (2016년 1월 2일)
- 프로듀서: 심예원
- 번역: 박수이
- 감수: 김명옥
- CG: 곽서정
- 편집: 김정수
- 연출: 강민화
- 기획: EBS
- 우리말 제작: 벼리기획

## 한국판 성우진

### KBS 첫 더빙 (1974년 3월 3일)
- 이강식 - 브래들리(그레고리 펙)
- 고은정 - 앤 공주(오드리 헵번)
- 이창환
- 김수일
- 김민규
- 김순철
- 이선영

### MBC (1986년 11월 30일)
- 박일 - 브래들리(그레고리 펙)
- 정희선 - 앤 공주(오드리 헵번)

### KBS 재더빙 (1988년 1월 2일)
- 유강진 - 브래들리(그레고리 펙)
- 장유진 - 앤 공주(오드리 헵번)
- 김계원
- 김병관
- 백진
- 김규식
- 한상덕
- 임은정
- 이규화
- 윤병화

### KBS 세번째 더빙 (1997년 12월 1일)
- 이강식 - 브래들리(그레고리 펙)
- 정미숙 - 앤 공주(오드리 헵번)
- 이봉준 - 어빙(에디 앨버트)
- 최흘 - 헤네시 국장(하틀리 파워) / 보나호벤 의사(한스 힌리히)
- 김계원 - 조반니 (브래들리의 아파트 주인)(클라우디오 에르멜리) / 신부
- 황원 - 의전관(존 혼) / 마을 사람(아르만도 암브로지)
- 김태연 - 프로브노 장군(툴리오 카르미나티)
- 정기항 - 대사(하커트 윌리암스)
- 이경자 - 베레베르그 백작부인(마가렛 롤링스) / 청소부 아줌마(파올라 보르보니)
- 김정호 - 휴고 경(에릭 올튼) / 대사의 부하 / 기자
- 김태웅 - 브래블리의 친구(리처드 맥나마라) / TV 방송 / 꽃집 주인 / 경비원 / 기자
- 차명화 - 프란체스카(타니아 웨버) / 길거리 여자 / 시장 상인 / 기자 / 초대 손님
- 김관진 - 이발소 주인(파올로 카를리니) / 운전기사(알프레도 리조) / 시장 상인 / 기자
- 전인배 - 기자(스티브 하우스) / 시장 상인